# Nonakarbonyl diželeza
Nonakarbonyl diželeza je anorganická sloučenina se vzorcem Fe2(CO)9, používaná jako reaktant v organokovové chemii a organické syntéze. Je reaktivnějším zdrojem železa než pentakarbonyl, Fe(CO)5, a díky své netěkavosti je méně nebezpečný. Je prakticky nerozpustný ve všech běžných rozpouštědlech.

## Příprava a struktura
Podle původního postupu se nonakarbonyl diželeza připravuje fotolýzou roztoku Fe(CO)5 v kyselině octové:
2 Fe(CO)5 → Fe2(CO)9 + CO
Fe2(CO)9 obsahuje dvojici Fe(CO)3 center spojených třemi můstkovými CO ligandy. Přestože se uvádělo, že vazba Fe-Fe odpovídá pravidlu 18 elektronů (8 valenčních elektronů z Fe, dva z každého koncového karbonylu, jeden z každého můstkového a jeden z dalšího atomu Fe ve vazbě kov-kov), tak se teoretickými analýzami zjistilo, že se v molekule neobjevuje přímá vazba Fe-Fe; předpokládá se, že na jednom z můstků se vyskytuje tricentrická dvouelektronová vazba Fe-C-Fe. Menšinový izomer je možné vykrystalizovat s C60. Atomy železa jsou rovnocenné a mají oktaedrickou geometrii. Zkoumání struktury Fe2(CO)9 je obtížné, protože nízká rozpustnost omezuje tvorbu krystalů. Mössbauerovské spektrum vykazuje jeden kvadrupólový dublet, což odpovídá symetrii D3h.

## Reakce
Fe2(CO)9 se používá na přípravu sloučenin typu Fe(CO)4L a Fe(CO)3(dien); tyto syntézy se obvykle provádějí v tetrahydrofuranu. Předpokládá se, že se přitom rozpouští malé množství Fe2(CO)9 podle následující rovnice:
Fe2(CO)9 → Fe(CO)5 + Fe(CO)4(THF)
Oxidační adicí allylbromidu na nonakarbonyl diželeza vzniká allylový železnatý komplex.
Fe2(CO)9 + BrCH2CH=CH2 → FeBr(CO)3(C3H5) + CO + Fe(CO)5
Podobně se připravuje trikarbonyl cyklobutadienželeza z 3,4-dichlorcyklobutenu:
C4H4Cl2 + 2 Fe2(CO)9 → (C4H4)Fe(CO)3 + 2 Fe(CO)5 + 2 CO + 2 FeCl2.
Fe2(CO)9 se také používá na přípravu cyklopentadienonů [2+3]-cykloadicí z dibromketonů.
Fotolýzou Fe2(CO)9 za nízkých teplot se vytváří nenasycený komplex Fe2(CO)8, přičemž některé izomery obsahují CO můstky a jiné nikoliv.